# Un vendredi dingue, dingue, dingue (roman)
Pour les articles homonymes, voir Un vendredi dingue, dingue, dingue et Freaky Friday (homonymie).
Un vendredi dingue, dingue, dingue (Freaky Friday) est un roman américain de Mary Rodgers, publié en 1972.

## Adaptations
- 1977 : Un vendredi dingue, dingue, dingue, film américain de Gary Nelson, avec Barbara Harris et Jodie Foster.
- 1995 : Un vendredi de folie, téléfilm américain de Melanie Mayron, avec Shelley Long et Gaby Hoffmann, produit par Walt Disney Television et diffusé sur ABC.
- 2003 : Freaky Friday : Dans la peau de ma mère (ou Un vendredi dingue, dingue, dingue au Québec), comédie américaine de Mark Waters.
- 2018 : Freaky Friday, téléfilm musical américain de Steve Carr produit pour Disney Channel basé sur la comédie musicale éponyme ainsi que l'oeuvre originale de Mary Rodgers.
  - Freaky Friday, bande originale du film.
- 2025 : Freakier Friday de Nisha Ganatra, suite du film de 2003